# Apomys datae
Apomys datae is een knaagdier uit het geslacht Apomys dat voorkomt in de Filipijnen, waar het dier gevonden is in de Cordillera Central en aan de kust van Ilocos Norte op het grote noordelijke eiland Luzon. Er bestaat waarschijnlijk een onbeschreven, mogelijk verwante soort in de Sierra Madre op Luzon, en een tweede verwante soort, Apomys gracilirostris, komt op Mindoro voor. A. datae is een relatief grote, op de grond levende rat met een voor het geslacht vrij korte staart.

## Ontdekkingsgeschiedenis
A. datae is de eerst ontdekte soort van Apomys. Tijdens de expeditie die ook voor het eerst exemplaren van onder andere Carpomys, Rhynchomys en Crunomys naar Europa bracht, ving John Whitehead in februari 1895 een aantal onbekende ratten op de locatie Lepanto op Mount Data, op ongeveer 2500 m hoogte. De Britse bioloog Oldfield Thomas beschreef deze dieren in 1898 als een "interessante soort", maar identificeerde ze als Mus chrysocomus, een soort uit Celebes die nu tot het niet nauw verwante geslacht Bunomys wordt gerekend. Hij stuurde een exemplaar naar het Staatliches Museum für Tierkunde in Dresden, waar Adolf Bernhard Meyer concludeerde dat het dier niet op Mus chrysocomus leek. Meyer beschreef het dier in 1899 als Mus datae, naar de typelocatie Mount Data (in die tijd werd de geslachtsnaam Mus voor veel meer vormen gebruikt dan tegenwoordig). Lange tijd was er weinig over Mus datae bekend. In 1913 beschreef de Amerikaanse bioloog Ned Hollister acht ratten uit Luzon onder de naam Epimys datae ("Epimys'" was de naam die het latere geslacht Rattus toentertijd kreeg). Dat waren exemplaren van Rattus nitidus, maar ze werden pas in 1977 als zodanig geïdentificeerd door een andere Amerikaan, Guy Musser. Ondertussen had de Brit John Ellerman in 1941 Mus datae eindelijk bij zijn verwanten in Apomys geplaatst. In 1952 maakte een derde Amerikaan, Colin Campbell Sanborn, bekend dat hij op Mount Data 54 A. datae had gevangen. Een groot deel van deze collectie bleek later echter uit exemplaren van A. abrae te bestaan, een soort die door Sanborn in hetzelfde artikel was beschreven.
In een artikel uit 1982 definieerde de al eerder genoemde Musser het geslacht Apomys en gaf daarbij onder andere een eerste moderne beschrijving van A. datae, waarbij hij ook de identificatie van Sanborns "Apomys datae" uit Mount Data corrigeerde. Sanborn bleek niet de enige te zijn geweest die de grote soorten van Apomys in Luzon door elkaar haalde: het holotype van de soort Apomys major, beschreven door Gerrit Miller van de Smithsonian Institution in 1910, uit Haights-in-the-Oaks (Benguet) op Luzon, bleek een Apomys datae te zijn, terwijl de overige als A. major geïdentificeerde dieren voorbeelden van A. abrae bleken te zijn. Sindsdien wordt Apomys major als een subjectief synoniem van A. datae beschouwd. Musser identificeerde A. datae als de enige soort van de "Apomys datae-groep" binnen het geslacht, verschillend van alle andere soorten. De soort werd in 1993 en 1994 ook gerapporteerd op 760 tot 1650 m hoogte in de Sierra Madre, maar die populatie is waarschijnlijk een aparte, onbeschreven soort. In 1995 beschreef Luis Ruedas een tweede soort in de A. datae-groep uit Mindoro, Apomys gracilirostris. In de 21e eeuw werd de kennis van A. datae uitgebreid met genetische gegevens: in 2002 werd het karyotype bekendgemaakt en in 2003 werd op basis van DNA-kenmerken de verwantschap met A. gracilirostris bevestigd. Inmiddels is het dier ook op een aantal andere locaties in Noord-Luzon gevonden.

## Evolutie en verwantschappen
Apomys datae behoort tot de Chrotomys-divisie, een groep binnen de Murinae die uitsluitend in de Filipijnen voorkomt en naast Apomys ook Rhynchomys, Chrotomys en Archboldomys omvat. Deze Filipijnse dieren hebben gemeenschappelijke morfologische en genetische kenmerken. Binnen deze groep is Apomys verreweg het grootste en wijdstverbreide geslacht: het omvat kleine, onopvallende bosmuizen die in de gehele Filipijnen voorkomen, terwijl de andere, sterk gespecialiseerde geslachten nauwelijks buiten Luzon voorkomen. Apomys zelf is in het al eerder vermelde artikel uit 1982 van Musser verdeeld in twee groepen, de datae-groep, met alleen A. datae, en de abrae-hylocetes-groep, met alle andere soorten. Deze groepen verschillen in de manier waarop de kop door slagaders van bloed wordt voorzien. Sindsdien is er nog een tweede soort in de datae-groep beschreven, Apomys gracilirostris uit Mindoro. Naast het bovengenoemde kenmerk ondersteunt nog een aantal andere kenmerken deze verwantschap: beide soorten zijn relatief groot voor het geslacht en hebben een relatief lange snuit. Voor een genetisch onderzoek dat in 2003 werd gepubliceerd werden de cytochroom b-sequenties van twee exemplaren uit Kalinga onderzocht. Deze genetische gegevens bevestigden de verwantschap tussen A. gracilirostris en A. datae en de status van de datae-gracilirostris-groep als zustergroep van alle overige Apomys.
De verwantschappen van A. datae zijn als volgt samen te vatten:
| datae-groep | \| \| Apomys gracilirostris \| \| \| \| \| \| Apomys datae \| \| \| \| |
|             | \| \| Apomys gracilirostris \| \| \| \| \| \| Apomys datae \| \| \| \| |
|             | abrae-hylocetes-groep (overige soorten)                                |
|             |                                                                        |
|             | Apomys gracilirostris                                                  |
|             |                                                                        |
|             | Apomys datae                                                           |
|             |                                                                        |

|  | Apomys gracilirostris |
|  |                       |
|  | Apomys datae          |
|  |                       |

| datae-groep | \| \| Apomys gracilirostris \| \| \| \| \| \| Apomys datae \| \| \| \| |
|             | \| \| Apomys gracilirostris \| \| \| \| \| \| Apomys datae \| \| \| \| |
|             | abrae-hylocetes-groep (overige soorten)                                |
|             |                                                                        |
|             | Apomys gracilirostris                                                  |
|             |                                                                        |
|             | Apomys datae                                                           |
|             |                                                                        |

|  | Apomys gracilirostris |
|  |                       |
|  | Apomys datae          |
|  |                       |

|  | Rhynchomys   |
|  |              |
|  | Chrotomys    |
|  |              |
|  | Archboldomys |
|  |              |

| datae-groep | \| \| Apomys gracilirostris \| \| \| \| \| \| Apomys datae \| \| \| \| |
|             | \| \| Apomys gracilirostris \| \| \| \| \| \| Apomys datae \| \| \| \| |
|             | abrae-hylocetes-groep (overige soorten)                                |
|             |                                                                        |
|             | Apomys gracilirostris                                                  |
|             |                                                                        |
|             | Apomys datae                                                           |
|             |                                                                        |

|  | Apomys gracilirostris |
|  |                       |
|  | Apomys datae          |
|  |                       |

| datae-groep | \| \| Apomys gracilirostris \| \| \| \| \| \| Apomys datae \| \| \| \| |
|             | \| \| Apomys gracilirostris \| \| \| \| \| \| Apomys datae \| \| \| \| |
|             | abrae-hylocetes-groep (overige soorten)                                |
|             |                                                                        |
|             | Apomys gracilirostris                                                  |
|             |                                                                        |
|             | Apomys datae                                                           |
|             |                                                                        |

|  | Apomys gracilirostris |
|  |                       |
|  | Apomys datae          |
|  |                       |

|  | Rhynchomys   |
|  |              |
|  | Chrotomys    |
|  |              |
|  | Archboldomys |
|  |              |

De scheiding tussen deze twee verwanten, A. datae en A. gracilirostris, heeft volgens een moleculaire klok ruim drie miljoen jaar geleden, in het Plioceen, plaatsgevonden. Volgens dezelfde gegevens dateert Apomys van ruim vier miljoen jaar geleden en is de Chrotomys-divisie nog eens twee miljoen jaar ouder. Een ander, uitgebreider genetisch onderzoek naar de Filipijnse Murinae gaf aan dat de Chrotomys-divisie ouder was (ruim tien miljoen jaar), en dat de scheiding tussen de Chrotomys-divisie en haar nauwste verwanten (volgens dit onderzoek een grotendeels Afrikaanse groep van onder andere Mus, Otomys en Mastomys) van zo'n zestien miljoen jaar geleden dateerde. Aangezien Apomys waarschijnlijk op Luzon is ontstaan, heeft A. datae zich waarschijnlijk direct, zonder migraties, uit de voorouderlijke soort van de datae-groep ontwikkeld, terwijl A. gracilirostris het resultaat is van een Pliocene migratie naar Mindoro.

## Beschrijving
Het geslacht Apomys, waar ook A. datae toe behoort, is te herkennen aan de geringe grootte, de lange staart, lange, smalle achtervoeten, vier mammae, allemaal op de buik, en een groot aantal kenmerken van de schedel.
Apomys datae is een grote, gedrongen soort met een staart die ongeveer even lang is als het lichaam. De zachte, dikke vacht aan de bovenkant van het lichaam is donkerbruin, de onderkant van het lichaam is vuilwit. De achtervoeten zijn aan de bovenkant deels bruin en voor de rest wit. De staart is van boven bruin en van onderen vuilwit. A. datae heeft een grote schedel met een vierkant neurocranium. In een aantal schedelkenmerken onderscheidt A. datae zich van vrijwel alle andere soorten van het geslacht. De kop-romplengte voor een bepaald exemplaar bedraagt 143 mm, de staartlengte 144 mm en de achtervoetlengte 34 mm. De schedellengte van Sanborns exemplaren uit Mount Data bedraagt gemiddeld 39,2 mm (37,0 tot 40,6 mm met een standaardafwijking van 1,1 mm). Het holotype van A. datae heeft een schedel van 39,9 mm; die van A. major is 38,4 mm lang.
Het karyotype bedraagt 2n=44, FN=54 en bestaat uit vijf paren van chromosomen met vier armen en zestien paren van tweearmige (telocentrische) chromosomen. Het X-chromosoom is een groot, het Y-chromosoom een klein telocentrisch chromosoom. Dit karyotype lijkt op dat van Apomys musculus, maar is zeer verschillend van de karyotypes van soorten uit andere delen van de Filipijnen (het karyotype van A. gracilirostris is overigens onbekend).

## Verspreiding
Apomys datae is inmiddels van een vrij groot aantal locaties in Noord-Luzon bekend en komt relatief veel voor; door de IUCN wordt het dier dan ook als "veilig" (LC) gezien. De soort is oorspronkelijk beschreven van Mount Data; later is er nog een grote collectie van deze soort verzameld aan de kant van de berg die in Mountain Province ligt. Daarnaast is het dier in de provincie Benguet bekend van het holotype van Apomys major en in de provincie Kalinga van een collectie in het Balbalasang-Balbalan National Park. De collectie van de Silliman University omvat exemplaren uit de bergen van Ilocos Norte. Op basis van deze gegevens komt A. datae op 925 tot 2500 m hoogte voor.
Of Apomys datae werkelijk beperkt is tot de Cordillera Central is echter niet zeker. De vondsten in de Sierra Madre zijn al besproken, maar daarnaast is het dier ook gerapporteerd op zeeniveau aan de westkust van Ilocos Norte, waar twee exemplaren in het American Museum of Natural History vandaan komen. Die zijn daar in 1976 gevangen.

### Belangrijkste bronnen
- Musser, G.G.  (1982). Results of the Archbold Expeditions. No. 108. The definition of Apomys, a native rat of the Philippine islands. American Museum Novitates  2746: 1-43
- Musser, G.G. & Carleton, M.D. 2005. Superfamily Muroidea. Pp. 894-1531 in Wilson, D.E. & Reeder, D.M. (eds.). Mammal Species of the World: a taxonomic and geographic reference. 3rd ed. Baltimore: The Johns Hopkins University Press, 2 vols., 2142 pp. ISBN 978-0-8018-8221-0
- Steppan, S.J., Zawadzki, C., Heaney, L.R.  (2003). Molecular phylogeny of the endemic Philippine rodent Apomys (Muridae) and the dynamics of diversification in an oceanic archipelago. Biological Journal of the Linnean Society  80: 699-715

### Overige informatie
- Baillie, J. 1996. Apomys datae in 2006 IUCN Red List of Threatened Species. Bezocht op 10 februari 2008.
- Heaney, L.R., Balete, D.S., Dolar, M.L., Alcala, A.C., Dans, A.T.L.  (1998). A synopsis of the mammalian fauna of the Philippine Islands. Fieldiana Zoology  (n.s.) 88: 1-61
- Heaney, L.R., Balete, D.S., Gee, G.A., Lepiten-Tabao, M.V.  (2005). Preliminary report on the mammals of Balbalasang, Kalinga Province, Luzon. Sylvatrop  13: 59-72
- Heaney et al. 1998-2007, Apomys datae in A Synopsis of the Mammalian Fauna of the Philippine Islands. Field Museum of Natural History. Geraadpleegd op 6 juli 2007.
- Jansa, S.A., Barker, K.F., Heaney, L.R.  (2006). The pattern and timing of diversification of Philippine endemic rodents: Evidence from mitochondrial and nuclear gene sequences. Systematic Biology  55 (1): 73-88
- Musser, G.G., Heaney, L.R.  (1992). Philippine rodents: definitions of Tarsomys and Limnomys plus a preliminary assessment of phylogenetic patterns among native Philippine murines (Murinae, Muridae). Bulletin of the American Museum of Natural History  211: 1-138
- Rickart, E.A., Heaney, L.R.  (2002). Further studies on the chromosomes of Philippine rodents (Muridae: Murinae). Proceedings of the Biological Society of Washington  115 (3): 473-487
- Ruedas, L.A.  (1995). Description of a new large-bodied species of Apomys Mearns, 1905 (Mammalia: Rodentia: Muridae) from Mindoro Island, Philippines. Proceedings of the Biological Society of Washington  108 (2): 302-318

### Historische publicaties
- Ellerman, J.R. 1941. The families and genera of living rodents. Volume 2, Family Muridae, pp. i-xii, 1-690. London: British Museum (Natural History).
- Meyer, A.B.  (1899). Säugethiere vom Celébes- und Philippinen-Archipel II. Abhandlungen und Berichte des königlichen zoologischen und anthropologischen-ethnographischen Museums zu Dresden  7 (7): i-viii, 1-55
- Miller, G.S., Jr.  (1910). Descriptions of two new genera and sixteen new species of mammals from the Philippine Islands. Proceedings of the United States National Museum  38: 391-404
- Sanborn, C.C.  (1952). Philippine Zoological Expedition 1946-1947. Fieldiana Zoology  33 (2): 89-158
- Thomas, O.  (1898). VIII. On the mammals obtained by Mr. John Whitehead during his recent expedition to the Philippines. Transactions of the Zoological Society of London  14 (6)(1): 377-414

Apomys abrae · Apomys camiguinensis · Apomys datae · Apomys gracilirostris · Apomys hylocoetes · Apomys insignis · Apomys littoralis · Apomys microdon · Apomys musculus · Apomys sacobianus